# رموز طيران

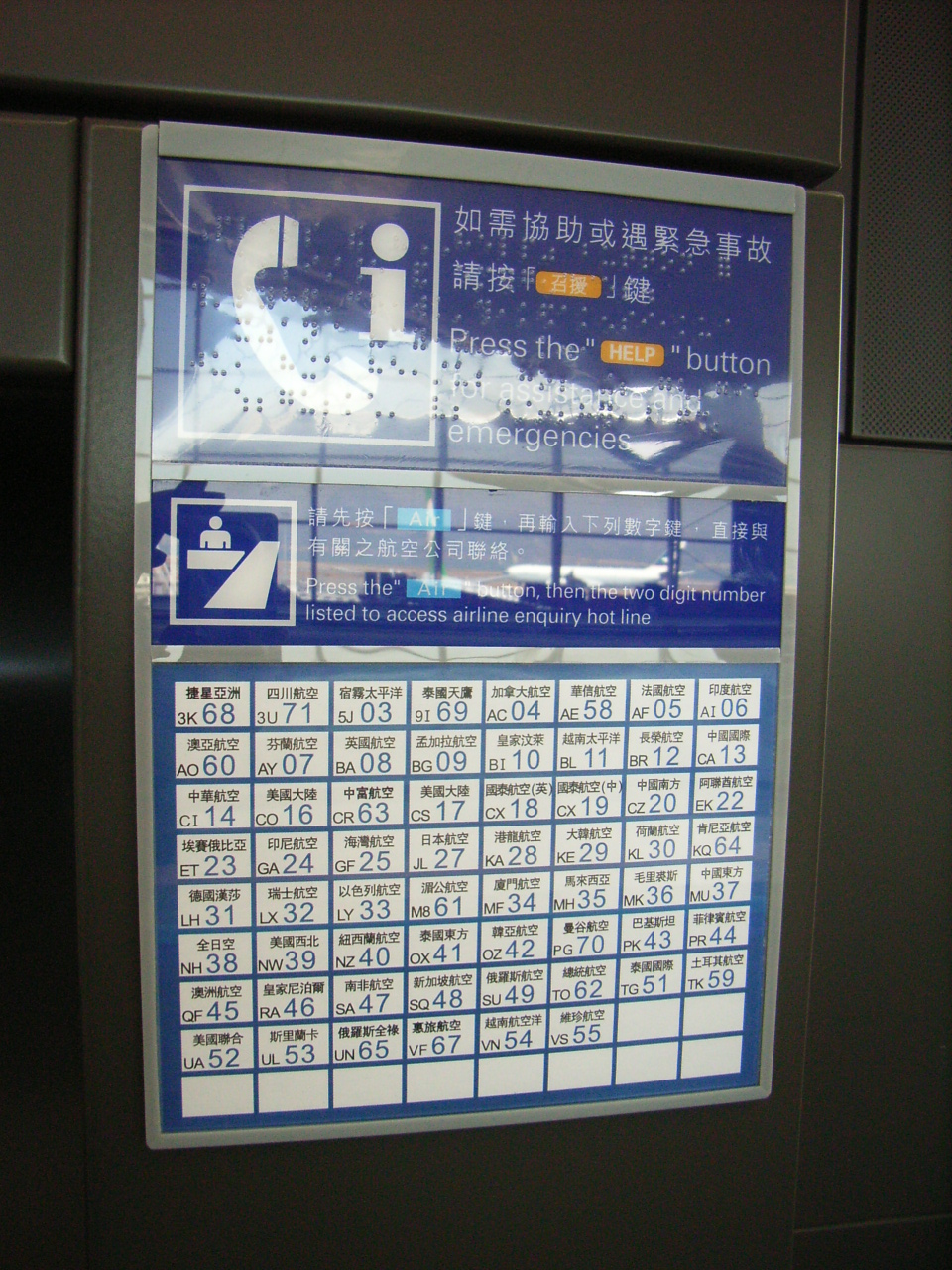

رموز الطيران حددها اتحاد النقل الجوي الدولي (إياتا)، ومنظمة الطيران المدني الدولي (إيكاو)، وشركات الطيران. وتستخدم هذه الرموز في الاتصالات التي تتم بين الطائرات وأبراج المراقبة في المطارات.